# DISPLAY -Now & Best-
『DISPLAY -Now & Best-』（ディスプレイ ナウ・アンド・ベスト）は、VALSHEの1枚目のベスト・アルバム。2015年9月23日にBeingから発売された。

## 概要
デビュー5周年にして、初のベストアルバム。DVD付属の初回盤、CDのみの通常盤、Musing盤の3形態でリリース。

## 収録曲

### CD
1. DISPLAY

未発表の新曲。
2. crash! -REBIRTH-
  - 作詞：バルシェ・minato、作曲：minato、編曲：丸山真由子
3. Myself
  - 作詞：VALSHE・minato、作曲：minato、編曲：齋藤真也
4. REVOLT
  - 作詞：VALSHE・minato、作曲：minato、編曲：齋藤真也
5. jester
  - 作詞：VALSHE、作曲：minato、編曲：齋藤真也
6. PLAY THE JOKER
  - 作詞・作曲：minato、編曲：齋藤真也
7. AFFLICT
  - 作詞：VALSHE、作曲：minato、編曲：G'n-

3rdシングルの1曲目。
8. Fragment
  - 作詞：VALSHE、作曲：minato、編曲：G'n-

3rdシングルの2曲目。
9. Tigerish Eyez
  - 作詞：VALSHE、作曲：minato、編曲：齋藤真也

4thシングルの1曲目。
10. BLESSING CARD
  - 作詞：VALSHE、作曲：minato、編曲：齋藤真也

5thシングル。テレビ東京系「探検ドリランド -1000年の真宝-」エンディングテーマ。
11. Butterfly Core
  - 作詞：VALSHE、作曲：minato、編曲：齋藤真也

6thシングル。読売テレビ・日本テレビ系『名探偵コナン』オープニングテーマ。
12. RAGE IDENTITY
  - 作詞：VALSHE、作曲：minato、編曲：G'n-

2ndアルバム『V.D.』収録曲。
13. TRANSFORM
  - 作詞:VALSHE、作曲:minato、編曲:中山真斗

7thシングルの1曲目。
14. marvelous road
  - 作詞・作曲:minato、編曲:G'n-

7thシングルの2曲目。
15. TRIP×TRICK
  - 作詞: VALSHE、作曲: minato、編曲: G'n-

8thシングル。TBS「COUNT DOWN TV」9月度エンディングテーマ。
16. ジツロク・クモノイト
  - 作詞: ViCTiM、作曲: minato、編曲: 丸山真由子

3rdミニアルバム『ジツロク・クモノイト』収録曲。
17. 君への嘘
  - 作詞: VALSHE、作曲: doriko & minato、編曲: G’n-

9thシングル。よみうりテレビ系アニメ『名探偵コナン』エンディングテーマ。

### DVD（初回限定盤のみ）
1. 「DISPLAY」MUSIC VIDEO
2. Making of 「DISPLAY」